# Героиня (фильм, 1973)
«Героиня» или «Только отважные» (кит. трад. 鐵娃, упр. 铁娃, палл. Те ва, англ. None But the Brave) — гонконгский боевик режиссёра Ло Вэя, вышедший в 1973 году. Небольшую роль в фильме сыграл Джеки Чан.

## Сюжет
В первые дни Китайской Республики, генерал Юань Шикай объявил себя новым императором Китая, и к стыду для всех китайцев, подписал договор о предоставлении Японии гегемонию над Северным Китаем. Молодые студенты и патриоты Китая выступили против этого договора. Ян Гана, молодого лидера студентов, арестовывает Лэй Тяньбао, начальник пекинского бюро безопасности. План строится таким образом, что для местонахождения Гана должна была помочь его сестра. Однако, она умерла. Другая девушка, Чэнь Сяоин, схожая по внешности с погибшей, добровольно предлагает исполнять её роль. Сяоин удаётся узнать расположение секретной тюрьмы после того, как Тяньбао принимает её на работу. Однажды он берёт её на казнь бунтовщиков. Потрясённая и возмущённая матерями и студентами, Сяоин раскрывает свою личность во время схватки со своим начальником. Во время поединка он сообщает, что заключённый находится в тюрьме Японского Консульства. Сяоин прибывает в консульство, где спасает Гана ценой собственной жизни.

## В ролях
| Актёр       | Роль                                 |
| ----------- | ------------------------------------ |
| Чжэн Пэйпэй | Чэнь Сяоин                           |
| Оу Вэй      | Лэй Тяньбао, шеф службы безопасности |
| Джеймс Тянь | Ян Ган, революционер                 |
| Ло Вэй      | У, начальник Тяньбао                 |
| Дзё Сисидо  | Сано, японский консул                |
| Хань Инцзе  | Хань, покушающийся на Тяньбао        |
| Сюнь Лам    | Цянь Цзя, офицер Тяньбао             |
| Сомено Юкио | японский телохранитель               |
| Кори Юнь    | японец (в эпизоде)                   |
| Джеки Чан   | японец (в эпизоде)                   |
| Юнь Ва      | японец (в эпизоде)                   |

## Съёмочная группа
- Кинокомпания: Golden Harvest
- Продюсер: Рэймонд Чоу
- Режиссёр: Ло Вэй
- Ассистент режиссёра: У Ши, Эр Цюнь
- Постановщик боёв: Хань Инцзе
- Оператор: Чань Чхинкхёй
- Гримёр: Чань Куокхун
- Монтажёр: Питер Чён
- Дизайнер по костюмам: Чю Синхэй